# Connatina
La Connatina (N-idrossi-N',N'-dimetil-citrullina) è una molecola con proprietà mutagene scoperta da ricercatori austriaci in una specie fungina denominata Lyophyllum connatum.
Da test effettuati in vitro sembra in grado di produrre radicali liberi aventi come struttura base 1,1-difenil-2-picrilidrazil (DPPH).